# Hemberget-Rönsjärv
Hemberget-Rönsjärv är ett naturreservat i Överkalix kommun i Norrbottens län.
Området är naturskyddat sedan 2016 och är 2 kvadratkilometer stort. Reservatet omfattar västra delen av Hemberget och bäcken nedanför med myrmark i nordväst. Reservatet består av gammal granskog och gransumpskog.